# Moutnice
Moutnice jsou obec v okrese Brno-venkov v Jihomoravském kraji. Nacházejí se v Dyjsko-svrateckém úvalu, na silnici Brno – Hodonín. Žije zde přibližně 1 200 obyvatel.
Jedná se o vinařskou obec ve Velkopavlovické vinařské podoblasti (viniční tratě Skalky, Buchtova skala, Nad rybníkem, Prašnice, Vinohrádky).

## Název
Jméno vsi znělo na počátku Mútnica (bylo tedy v jednotném čísle) a bylo přeneseno od jména říčky s mutnou, tedy kalnou vodou. Množné číslo jména vsi je doloženo nejpozději od poloviny 16. století, v lidové mluvě se původní jednotné číslo udrželo až do 20. století (Mótnica).

## Historie
První písemná zmínka o obci pochází z roku 1298 (Mautniz).
Obec tvoří původně samostatné vesnice Moutnice a Rozářín, k jejichž dobrovolnému spojení došlo 25. června 1951.

## Obyvatelstvo
| Rok            | 1869 | 1880 | 1890 | 1900 | 1910  | 1921  | 1930  | 1950  | 1961  | 1970  | 1980  | 1991  | 2001  | 2011  | 2021  |
| -------------- | ---- | ---- | ---- | ---- | ----- | ----- | ----- | ----- | ----- | ----- | ----- | ----- | ----- | ----- | ----- |
| Počet obyvatel | 710  | 824  | 902  | 926  | 1 061 | 1 060 | 1 074 | 1 008 | 1 118 | 1 119 | 1 130 | 1 054 | 1 089 | 1 142 | 1 104 |
| Počet domů     | 132  | 148  | 170  | 179  | 208   | 220   | 248   | 254   | 269   | 276   | 284   | 327   | 336   | 341   | 360   |

Vývoj počtu obyvatel

## Obecní správa

### Obecní symboly
Znak a vlajka byly obci uděleny rozhodnutím předsedy Poslanecké sněmovny Parlamentu České republiky dne 4. června 1998.

## Vybavenost obce
V Moutnicích se nachází mateřská škola a první stupeň základní školy. Druhý stupeň základní školy se nejblíže nachází v přibližně 3 km vzdálených Těšanech. V obci se nachází obecní knihovna.
Funguje zde hned několik uskupení za účelem smysluplného trávení volného času: Sportovní klub, jež se specializuje zejména na fotbal; Orel, jenž každoročně organizuje orelský běh a další akce spojené s různými svátky a dny volna; klub myslivců, jenž pravidelně pořádá hony na lesní zvěř, které je v okolí vzhledem k velkému počtu remízků, lesíků a obor více než dostatek; a v neposlední řadě i sbor dobrovolných hasičů, který se úspěšně účastní hasičských soutěží. Mimo jiné se zde každoročně koná výstava archívních vín pod záštitou obecních vinařů a výstava drobného zvířectva, které se mohou účastnit i ti nejmladší členové Českého svazu chovatelů. Za zmínku také stojí moutnická farnost.
Obec disponuje kanalizací a vlastní čističkou odpadních vod, veřejným vodovodem a je plynofikována. V obci je také zavedena kabelová televize, kde je možné naladit i obecní informační kanál.
Jako nejdůležitější firma pro obec pravděpodobně ještě stále platí firma Agro MONET, do níž spadá někdejší JZD a jež se zabývá chovem dobytka, zejména prasat, a pěstováním zemědělských plodin na přilehlých polích. Dalšími firmami jsou například dopravní firmy Stopra CO a.s. a Autodoprava Matějka, nebo firma Lamiplastik, což je soukromý výrobce bazénů.

## Kulturní a společenský život
Ve výše zmíněné Orlovně se nachází kuželková dráha propojená s kavárnou, dále je zde víceúčelové hřiště s umělým povrchem. V obci se nachází 3 obchody se smíšeným zbožím a dva hostince.
Je zde fotbalové hřiště a také 2 menší travnaté plochy pro děti s prolézačkami a pískovišti. Každý rok koncem srpna se zde konají hody, trvající 4 dny, obvykle od pátku do pondělí.

## Pamětihodnosti
Z významných budov se zde nachází kostel svatého Jiljí, kde se pravidelně konají bohoslužby, dále kaplička, nacházející se v Rozáříně a pocházející z roku 1905, a budova Orlovny, jež pochází z roku 1946 a jež na sobě nese pamětními desky věnované šesti členům antifašistického odboje. Poblíž fary je také malý parčík s pomníky věnovanými obětem první i druhé světové války.
K příležitosti 1150. výročí příchodu svatého Cyrila a Metoděje na Moravu se farnost a obec rozhodla nechat zhotovit sochu těchto věrozvěstů. Vytvořil ji sochař Petr Váňa z kamene, který vybral v řecké Soluni, odkud bratři pocházeli. Sousoší dvou světců nesoucích kříž, kterým se dá projít, stojí od roku 2013 před kostelem svatého Jiljí.

## Osobnosti
- Juraj Slota (1819–1882) – římskokatolický kněz, publicista, básník, v Moutnicích působil v letech 1842–1845
- Antonín Šimeček (1826–1884) – římskokatolický kněz, působil zde v letech 1858–1872, zasloužil se o rozšíření chrámu, roku 1883 jmenován čestným občanem
- Václav Kosmák (1843–1898) – římskokatolický kněz, spisovatel, v Moutnicích působil v letech 1872–1877
- Františka Avia Žáčková (1907–1933), řeholnice, Kongregace Milosrdných sester svatého Karla Boromejského, moutnická rodačka
- Karel Hrdlička (1914–1992) – vězněn v koncentračním táboře Mauthausen, moutnický rodák
- Jan Buchta (1917–2004) – příslušník 311. československé bombardovací peruti RAF ve Velké Británii, moutnický rodák[18]
- Alois Dohnálek (1919–2004) – příslušník československé obrněné brigády ve Velké Británii, moutnický rodák
- Karel Janoušek (* 1947) – římskokatolický kněz, moutnický rodák
- Jan Peňáz (* 1951) – římskokatolický kněz, v Moutnicích působil v letech 1982–1990
- Kateřina Tučková (* 1980) – spisovatelka, moutnická rodačka

## Galerie

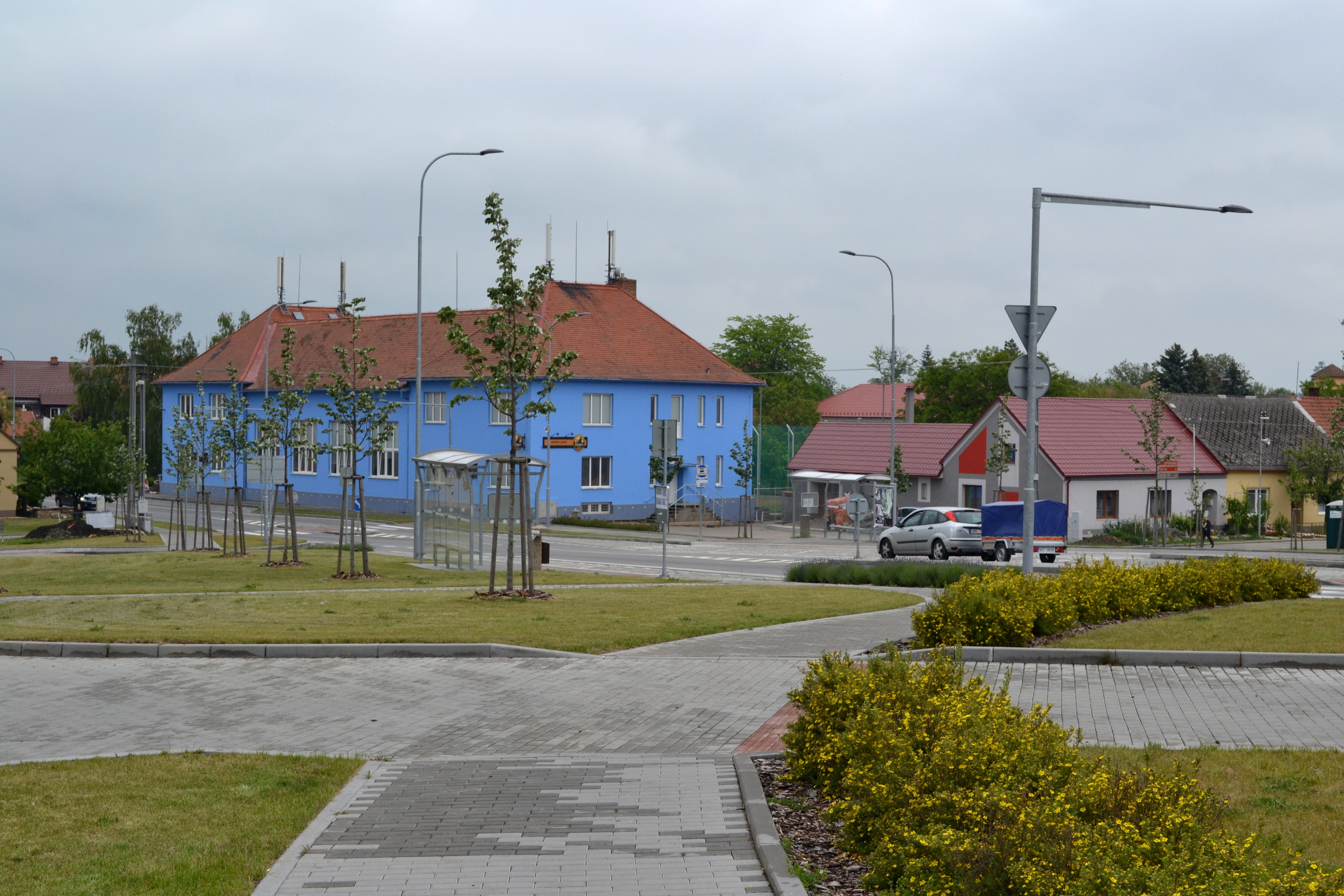
Náves, pohled od jihozápadu
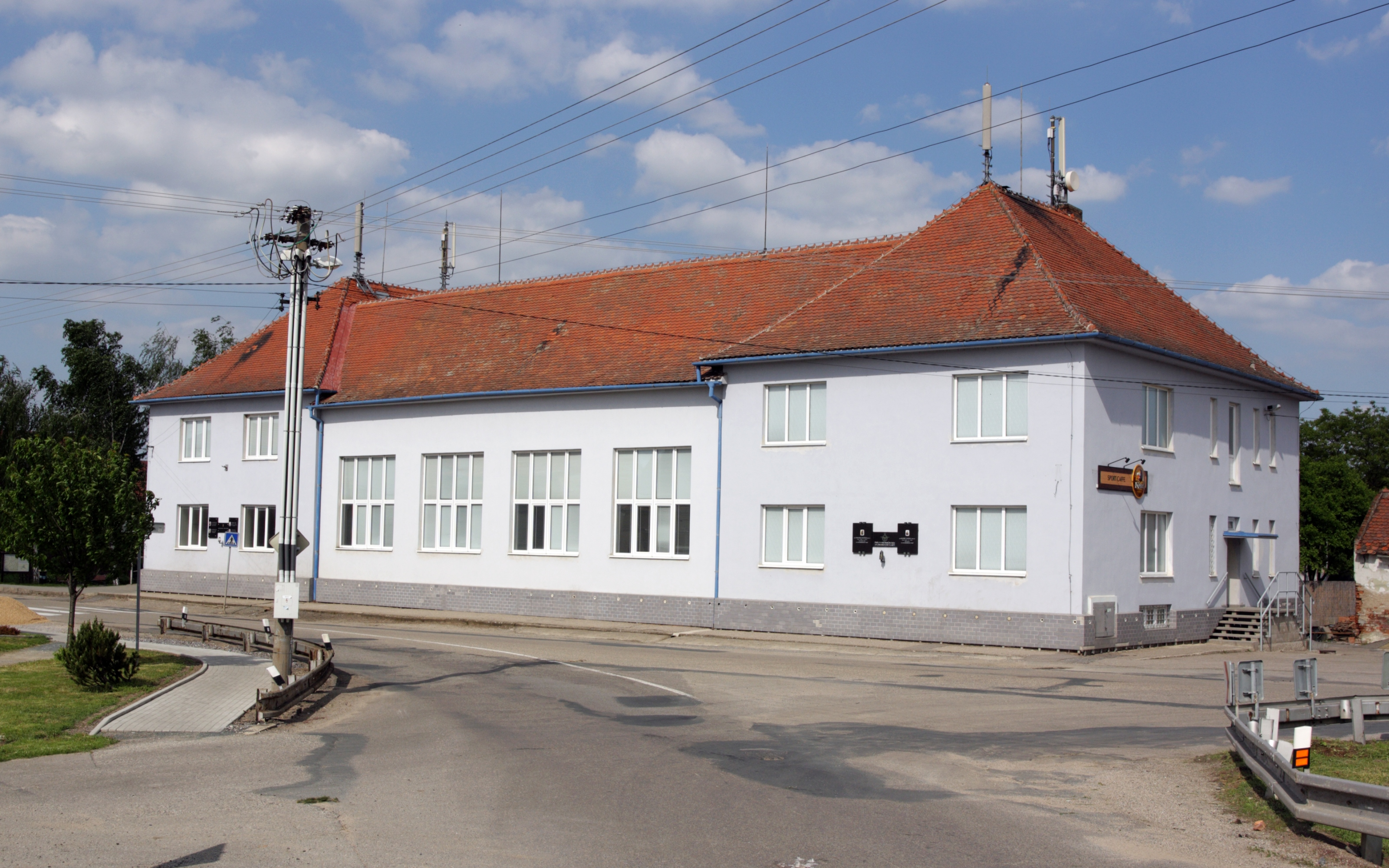
Orlovna
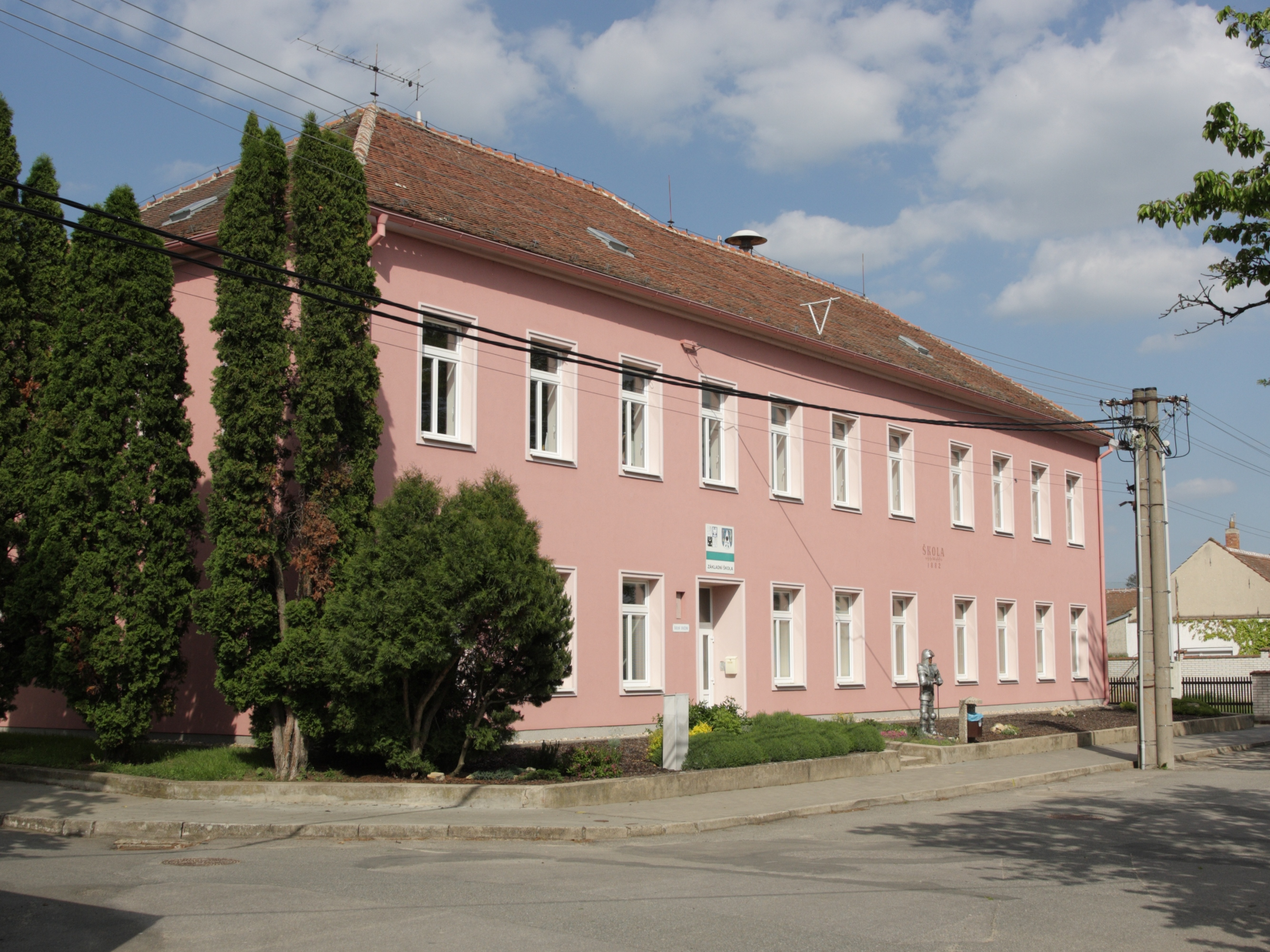
Základní škola
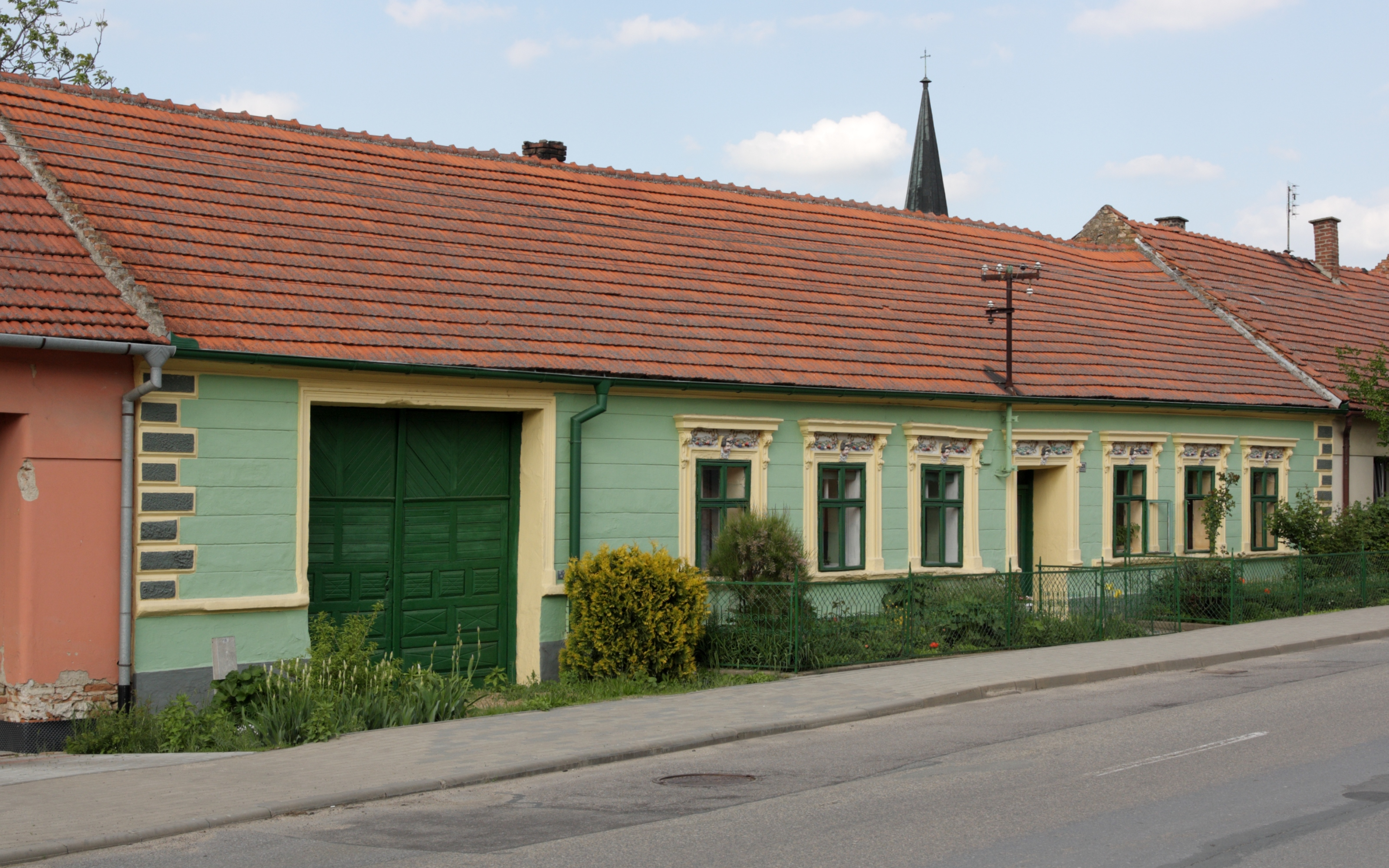
Dům č. p. 28
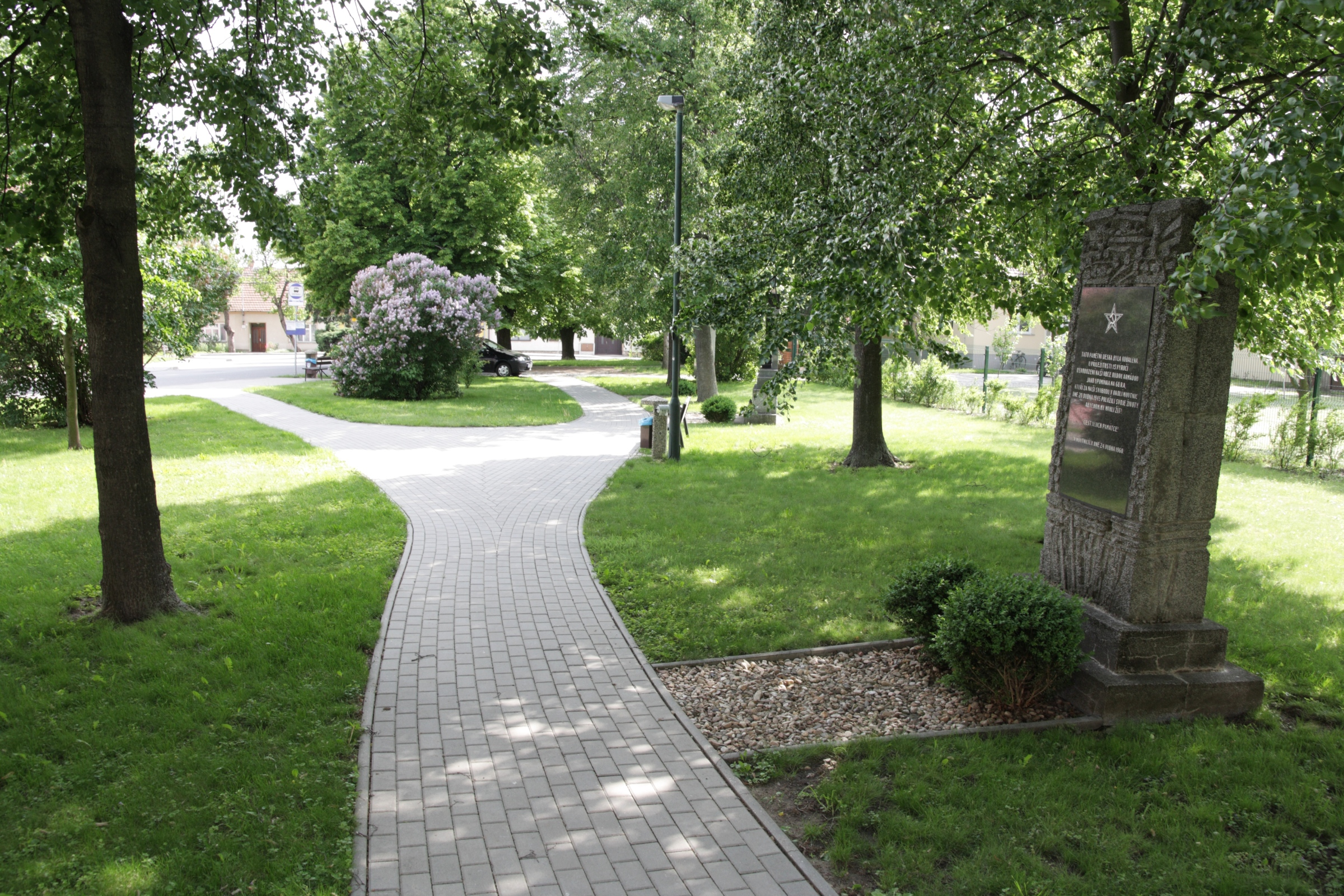
Parčík s památníky padlých
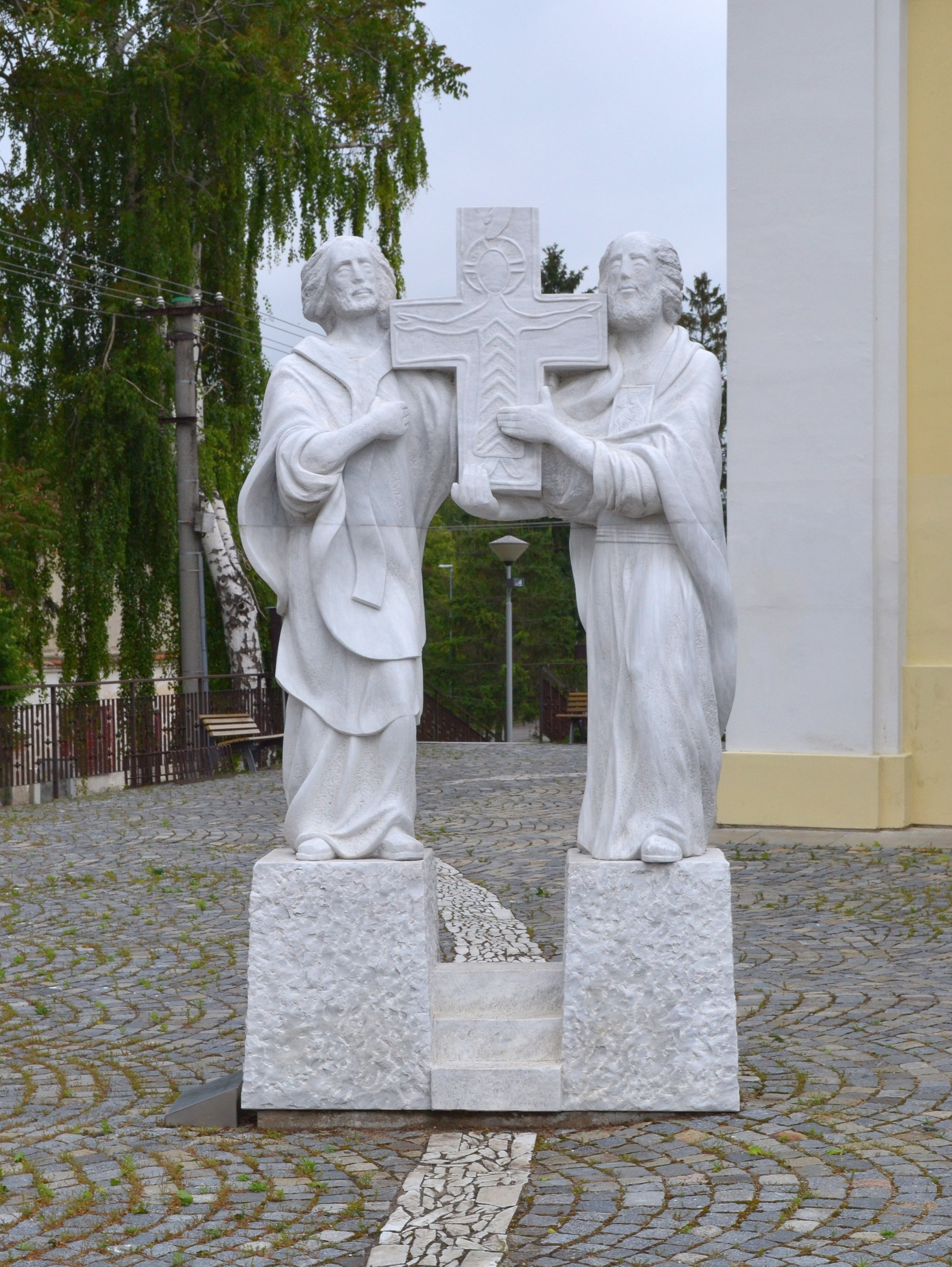
Sousoší svatého Cyrila a Metoděje